# Phlegra yuzhongensis
Phlegra yuzhongensis är en spindelart som beskrevs av Yang Y., Tang Y. 1996. Phlegra yuzhongensis ingår i släktet Phlegra och familjen hoppspindlar. Inga underarter finns listade i Catalogue of Life.